# Mona Schrader
Mona Schrader (* 28. Februar 1990 in Wolfsburg) ist eine deutsche Sommelière.

## Leben
Mona Schrader besuchte von 1996 bis 2006 die deutsch-italienische Schule in Wolfsburg und absolvierte anschließend eine Lehre als Hotelfachfrau im Wolfsburger Hotel Ludwig im Park mit dem dazugehörigen Sterne-Restaurant La Fontaine. 2010 übernahm sie eine Stelle als Commis-Sommelière im Wolfsburger 3-Sterne-Restaurant Aqua und war dort ab 2011 Demi-Chef-Sommelière.
2012 wechselte sie ins 1-Stern-Restaurant Ole Deele in Burgwedel bei Hannover. 2015 eröffnete sie zusammen mit ihrem Geschäfts- und Lebenspartner, dem Koch Tony Hohlfeld, in Hannover das Restaurant Jante.

## Auszeichnungen
- 2023: 50 Best Sommeliers, Rolling Pin[4]
- 2023: Michelin Service Award[5]
- 2023: Sommelière des Jahres, FAZ zur ausgezeichnet.[1]